# Pterolophia devittata
Pterolophia devittata là một loài bọ cánh cứng trong họ Cerambycidae.